# Silvester Belt
Silvestras Beltė, känd som Silvester Belt, född 26 november 1997 i Kaunas, är en litauisk sångare och kompositör som representerade Litauen i Eurovision Song Contest 2024 med låten "Luktelk". Silvester Belt slutade på en fjortonde plats i finalen med 90 poäng.